# Hoël Ier de Bretagne
Hoël Ier de Bretagne, fils illégitime d’Alain II de Bretagne et d’une noble nommée Judith, fut comte de Nantes et duc de Bretagne de v. 960 à 981.

## Biographie
Après la disparition d'Alain II de Bretagne et de son fils Drogon, le pouvoir demeure partagé sur la Bretagne. Foulque II d'Anjou tente de conserver le comté de Nantes mais les habitants lassés d'attendre l'aide du comte d'Anjou face aux attaques des Normands auraient fait appel à Hoël et Guérech, les deux fils illégitimes d'Alain Barbetorte.
Selon la chronique de Nantes Hoel déjà qualifié de comes dans un acte  sous le règne de son père  s'empare de Nantes en 960 mais dans un acte de septembre 958 il contrôle déjà Nantes puisqu'il souscrit une charte en faveur de Saint-Florent de Saumur aux côtés de Thibaud Ier de Blois et de Foulques d'Anjou.
Entre 965 & 972 sans doute en 970 le Pape Jean XIII adresse un message aux chefs bretons « Juhel Béranger et à son fils Conan, ainsi qu'à Hoël et à son frère Guérech » les invitant à rentrer dans l'obédience de la Métropole de Tours. Jusqu'en 970 l'équilibre des forces parait avoir été respecté mais après s'être débarrassé de la tutelle de Wicohen l'archevêque de Dol-de-Bretagne le comte de Rennes cherche à s'imposer.
Dès 975, Hoël Ier entre en conflit avec  Conan le Tort, vassal de Thibaut Ier de Blois, qui contrôle le nord de la Bretagne et se considère comme son suzerain. En 981 la garde nantaise soutenue par les troupes de Geoffroy Ier d'Anjou et les forces rennaises soutenues par la Maison de Blois, se rencontrent sur le champ de bataille à Conquereuil.
En 981, à la mort de l’évêque Gaultier Ier, Hoël fait élire à l’évêché de Nantes, son frère Guérech, qui a reçu une formation ecclésiastique à Saint-Benoît-sur-Loire, et ce dernier part pour Tours obtenir sa consécration de l’archevêque de cette ville. Cette même année, alors que Guérech voyage vers Tours, un certain Galuron assassine Hoël sur l’ordre de Conan.
Sitôt prévenu, Guérech abandonne sa future charge d’évêque de Nantes avant sa consécration, et se fait reconnaître comte par les Nantais.

### Union et descendance
D'une épouse inconnue, Hoël laissa deux enfants connus :
- Judicaël (né vers 979, mort en 1004) ; comte de Nantes et futur père de Budic et de Judith de Nantes ;
- Hoël.